# Rio Epureni (Jijia)
O Rio Epureni (Jijia) é um rio da Romênia, afluente do Jijia, localizado no distrito de Iaşi.